# Cầu lông tại Thế vận hội Mùa hè 2004

Cầu lông tại Thế vận hội

Cầu lông tại Thế vận hội Mùa hè 2004 được tổ chức từ ngày 14 đến ngày 21 tháng 8 tại Goudi Olympic Complex.

## Huy chương
| Huy chương |            |     |     |     |           |
| Hạng       | Quốc gia   | HCV | HCB | HCĐ | Tổng cộng |
| 1          | Trung Quốc | 3   | 1   | 1   | 5         |
| 2          | Hàn Quốc   | 1   | 2   | 1   | 4         |
| 3          | Indonesia  | 1   | –   | 2   | 3         |
| 4          | Anh Quốc   | –   | 1   | –   | 1         |
| 4          | Hà Lan     | –   | 1   | –   | 1         |
| 5          | Đan Mạch   | –   | –   | 1   | 1         |

## Nam

### Đơn
| Hạng | Quốc gia | Vận động viên    |
| ---- | -------- | ---------------- |
| 1    | INA      | Taufik Hidayat   |
| 2    | KOR      | Shon Seung-mo    |
| 3    | INA      | Sony Dwi Kuncoro |
| 4    | THA      | Boonsak Ponsana  |
| 5    | DEN      | Peter Gade       |
|      | CHN      | Chen Hong        |
|      | SIN      | Ronald Susilo    |
|      | KOR      | Park Tae-sang    |

### Đôi
| Hạng | Quốc gia | Vận động viên                        |
| ---- | -------- | ------------------------------------ |
| 1    | KOR      | Kim Dong-moon Ha Tae-kwon            |
| 2    | KOR      | Lee Dong-soo Yoo Yong-sung           |
| 3    | INA      | Eng Hian Flandy Limpele              |
| 4    | DEN      | Jens Eriksen Martin Lundgaard Hansen |
| 5    | MAS      | Choong Tan Fook Lee Wan Wah          |
|      | KOR      | Yim Bang-eun Kim Yong-hyun           |
|      | CHN      | Zheng Bo Sang Yang                   |
|      | CHN      | Fu Haifeng Cai Yun                   |

## Nữ

### Đơn
| Hạng | Quốc gia | Vận động viên    |
| ---- | -------- | ---------------- |
| 1    | CHN      | Zhang Ning       |
| 2    | NED      | Mia Audina       |
| 3    | CHN      | Zhou Mi          |
| 4    | CHN      | Gong Ruina       |
| 5    | BUL      | Petya Nedelcheva |
|      | GBR      | Tracey Hallam    |
|      | TPE      | Cheng Shao-Chieh |
|      | HKG      | Wang Chen        |

### Đôi
| Hạng | Quốc gia | Vận động viên                                   |
| ---- | -------- | ----------------------------------------------- |
| 1    | CHN      | Zhang Jiewen Yang Wei                           |
| 2    | CHN      | Huang Sui Gao Ling                              |
| 3    | KOR      | Ra Kyung-min Lee Kyung-won                      |
| 4    | CHN      | Zhao Tingting Wei Yili                          |
| 5    | DEN      | Ann-Lou Jørgensen Rikke Olsen                   |
|      | NED      | Lotte Bruil Mia Audina                          |
|      | KOR      | Lee Hyo-jung Hwang Yu-mi                        |
|      | THA      | Saralee Thungthongkam Sathinee Chankrachangwong |

## Đôi nam nữ
| Hạng | Quốc gia | Vận động viên                      |
| ---- | -------- | ---------------------------------- |
| 1    | CHN      | Zhang Jun Gao Ling                 |
| 2    | GBR      | Nathan Robertson Gail Emms         |
| 3    | DEN      | Jens Eriksen Mette Schjoldager     |
| 4    | DEN      | Jonas Rasmussen Rikke Olsen        |
| 5    | CHN      | Chen Qiqiu Zhao Tingting           |
|      | INA      | Nova Widianto Vita Marissa         |
|      | SWE      | Frederik Bergström Johanna Persson |
|      | KOR      | Kim Dong-moon Ra Kyung-min         |